# Paul Scofield
Paul Scofield (eredeti neve: David Paul Scofield) (Birmingham, 1922. január 21. – Brighton, East Sussex, 2008. március 19.) Oscar-, BAFTA-, Golden Globe-, Primetime Emmy- és Tony-díjas brit színész.

## Fiatalkora
Paul Scofield 1922. január 21-én született Birminghamben Edward Harry és Mary Scofield gyermekeként.
Tanulmányait a Mask Theatre Drama School-ban végezte Londonban.
1941-ben valamint 1943-1946 között a birminghami Repertoárszínház tagja volt. 1946–1948 között Stratford-upon-Avonban a Shakespeare Emlékszínház színésze volt. 1946-tól a Művész Színházban szerepelt. 1947-től a Phoenix Színház tagja volt. 1949-1956 között H. M. Tennenttel dolgozott együtt. 1970-1971 között a Nemzeti Színház társrendezője volt.

## Magánélete
1943-ban feleségül vette Joy Parkert.

## Filmjei
- Eboli hercegnő (1955)
- A vonat (1964)
- Egy ember az örökkévalóságnak (1966)
- A hazugság játékai (1968)
- Lear király (1971)
- Bartleby (1970)
- Skorpió (1973)
- Kényes egyensúly (1973)
- A helytartó (1977)
- Anna Karenina (1985)
- 1919 (1984)
- Mr. Corbett kísértete (1986)
- When the Whales Came (1989)
- V. Henrik (1989)
- Hamlet (1990)
- Utz (1992)
- Londoni retró (1994)
- Kvíz Show (1994)
- Martin Chuzzlewit (1995)
- The Little Riders (1996)
- A salemi boszorkányok (1996)

## Színházi szerepei
- Sirály
- II. Richárd
- Hamlet
- Egy ember az örökkévalóságnak
- Coriolanus
- Lear király
- Athéni Timon
- A revizor
- Macbeth
- Ványa bácsi
- A köpenicki kapitány
- A vihar
- Volpone
- Amadeus
- Othello
- Don Quijote
- Szentivánéji álom
- John Gabriel Borkman

## Díjai
- A Dán Filmakadémia díja
- Tony-díj
- BAFTA-díj (1956, 1968, 1997)
- Oscar-díj a legjobb férfi főszereplőnek (1966) Egy ember az örökkévalóságnak
- a New York-i filmkritikusok díja (1967)
- Golden Globe-díj (1967)
- Emmy-díj (1969)
- Bodil-díj (1971)
- Shakespeare-díj (1972)
- az Evening Standard díja (1996)